# Tetsuo Kashiwagi
Tetsuo Kashiwagi (柏木 哲夫 Kashiwagi Tetsuo?) (prefectura de Hyōgo, 29 de mayo de 1939) es un médico japonés reconocido como pionero en los cuidados paliativos y el movimiento de hospicios en Japón. A lo largo de su carrera, Kashiwagi ha contribuido significativamente al bienestar de pacientes terminales, enfocándose en la dignidad y la calidad de vida en los momentos finales. Como líder en este campo, ha desempeñado un papel crucial en la introducción y desarrollo de prácticas de cuidados paliativos en el país. Su trabajo ha sido ampliamente reconocido, incluyendo el Premio Asahi de Bienestar Social en 1998 por sus aportes excepcionales.

## Biografía

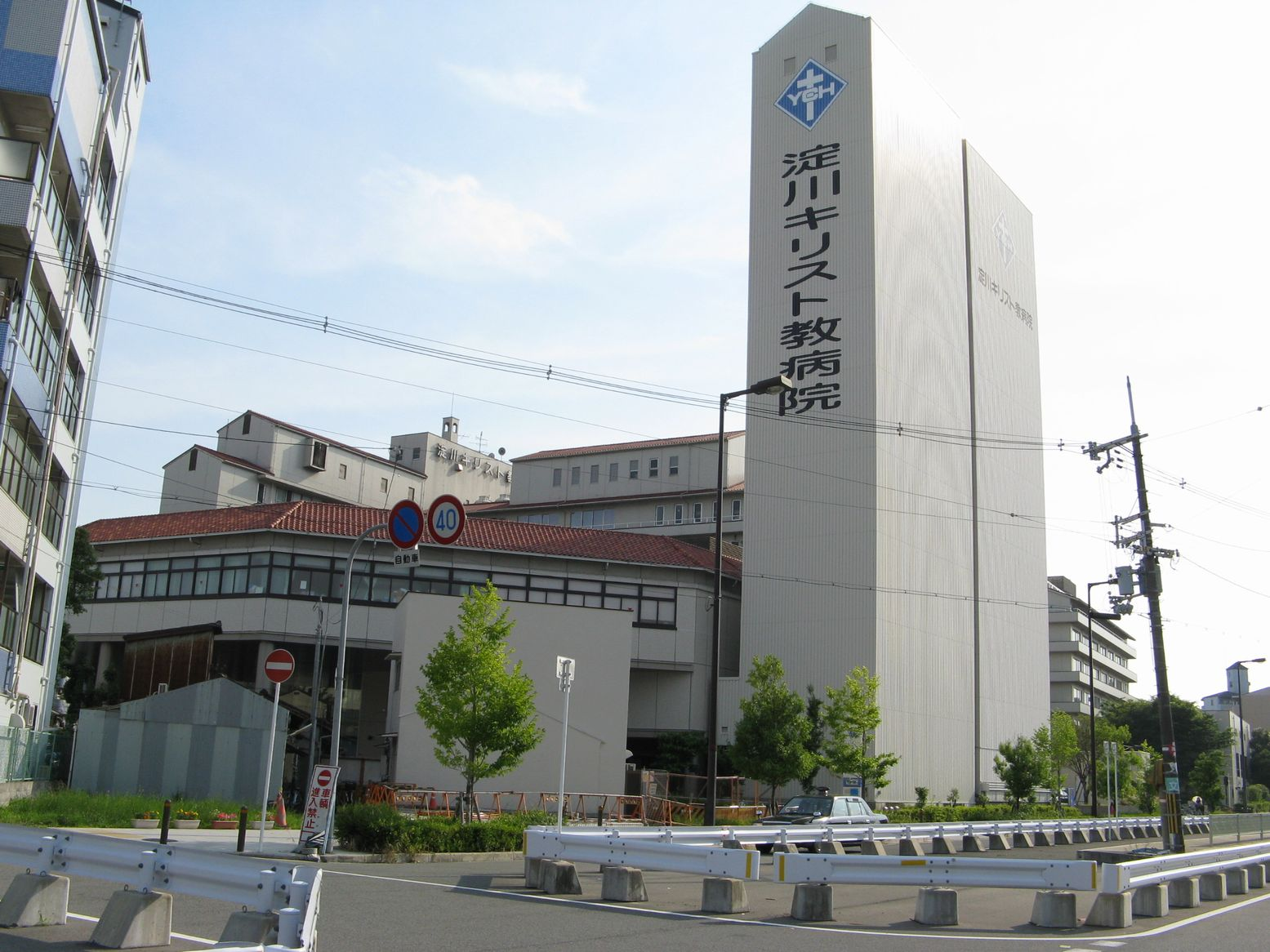
Hospital Cristiano de Yodogawa en 2008

Kashiwagi creció en un hogar influenciado por la medicina, ya que su madre trabajaba como enfermera, lo que despertó en él un interés temprano por la profesión médica. Estudió en la Facultad de Medicina de la Universidad de Osaka, donde se especializó en psiquiatría tras graduarse. Posteriormente, amplió su formación en la Universidad de Washington, enfocándose en psiquiatría de enlace y atención en equipo para pacientes con cáncer terminal.
Kashiwagi comenzó su carrera como jefe del Departamento de Psiquiatría y Neurología en el Hospital Cristiano de Yodogawa. Inspirado por el modelo de hospicio británico liderado por la médica Cicely Saunders, viajó al Reino Unido para estudiar esta práctica de cerca. A su regreso a Japón, estableció en 1984 una unidad de cuidados paliativos en el Hospital Cristiano de Yodogawa, convirtiéndose en el segundo hospicio del país. Desde entonces, supervisó personalmente los cuidados de más de 2500 pacientes terminales y desempeñó diversos roles, incluyendo el de director honorario del hospicio.
Durante la pandemia de COVID-19, Kashiwagi llamó la atención sobre los desafíos éticos y emocionales que enfrentaban los pacientes y sus familias debido a las restricciones de contacto. Subrayó la importancia de equilibrar el mantenimiento de la vida con el cuidado de los valores y las emociones humanos, un enfoque que ha guiado su labor médica.
Además de su práctica médica, Kashiwagi ha sido un ferviente educador y defensor de los cuidados paliativos. Fundó diversas organizaciones para promover este tipo de atención y se desempeñó como profesor universitario, difundiendo los principios de la dignidad y la compasión en la medicina.

## Premios
- Premio Asahi de Bienestar Social (1998): Reconocido por su liderazgo en el movimiento de hospicios y su compromiso con los pacientes terminales.[1]